# François Ier de Lorraine
Pour les articles homonymes, voir François de Lorraine.
 (juin 2020).
François Ier, duc de Lorraine et de Bar, fils d'Antoine, duc de Lorraine et de Bar, et de Renée de Bourbon-Montpensier, né à Nancy le 23 août 1517, mort à Remiremont le 12 juin 1545, règne pendant 363 jours de 1544 à 1545.

## Biographie
Titré marquis de Pont-à-Mousson en qualité de prince héritier, il passe une partie de son enfance à la Cour de France (il est le filleul du roi François Ier).
Dès 1527, il est fiancé à Anne de Clèves mais le jeune âge des futurs époux et la conversion du duc de Clèves au protestantisme provoquent la rupture des fiançailles. La princesse Anne est alors mariée en 1540 au roi Henri VIII d'Angleterre.
Aussi, afin de conserver l'équilibre entre la France et l'Empire, le duc Antoine de Lorraine fait épouser à son héritier une nièce de l'empereur Charles Quint, Christine de Danemark.

## La nièce de l'empereur
Fille du roi déchu Christian II de Danemark et d'Isabelle d'Autriche qui meurt prématurément en 1526, la princesse est élevée par sa tante, Marie d'Autriche, reine douairière de Hongrie et de Bohême, gouvernante des Pays-Bas pour son frère l'empereur.
Elle est à peine âgée de 14 ans que son oncle, l'empereur Charles Quint, lui fait épouser François II Sforza, duc de Milan. La gouvernante a tout fait pour épargner à sa jeune nièce un mariage qu'elle considère comme une abomination mais l'empereur, soucieux de consolider son influence en Italie, reste sourd à ses objurgations. Le vieux duc de Milan est proche de sa fin. Le mariage ne dure que quelques mois et n'est même pas consommé. La duchesse douairière de Milan, veuve de 14 ans, revient vivre aux Pays-Bas.
C'est à Bruxelles, à l'âge de 20 ans, qu'elle épouse le 10 juillet 1541 François de Lorraine, héritier des duchés de Lorraine et de Bar, âgé de 24 ans.

## Entre France et Empire
Les années 1540 marquent une évolution dans les conflits entre Valois et Habsbourg : le roi de France François Ier ayant renoncé à l'Italie, les champs de bataille entre les deux belligérants se déplacent plus au nord, et le duché de Lorraine devient un champ de bataille potentiel incitant les ducs à mener une politique de neutralité pacifique.
Ainsi, tandis que le duc Antoine négocie avec Charles Quint pour que la Lorraine et le Barrois soient épargnés par les conflits, l'empereur décrète les duchés "Libres et non incorporables" à l'Empire en 1542. Le prince François entreprend la même démarche auprès du roi de France qui est son parrain mais sans succès, et les troupes impériales pénètrent dans les duchés au printemps 1544 pour attaquer préventivement la Champagne.
Le duc Antoine meurt peu après, le 14 juin 1544, et François lui succède. Il poursuit la politique paternelle de neutralité entre la France et l'Empire (sa sœur Anne est mariée à René de Chalon, prince d'Orange, favori de l'empereur, qui meurt au siège de Saint-Dizier dès juillet 1544).

## Le prince de la paix
Le jeune souverain sert d'intermédiaire entre les deux puissants monarques. Il joue notamment un rôle important dans les négociations qui aboutissent le 18 septembre 1544 à la paix de Crépy-en-Laonnois, mais le duc meurt neuf mois plus tard à l'âge de 27 ans, ayant régné moins d'un an. Il laisse trois enfants en bas âge, dont un fils âgé de deux ans pour lui succéder, sous la régence de sa veuve Christine de Danemark et de son frère Nicolas, évêque de Metz.

## Mariage et enfants
François Ier épouse à Bruxelles le 10 juillet 1541 Christine de Danemark (1521-1590), fille de Christian II roi de Danemark et d'Isabelle d'Autriche (sœur de l'empereur Charles Quint), veuve de François II Sforza, duc de Milan, qui est corégente pour son fils de 1545 à 1552.
Ils eurent :
- Charles III (1543-1608) qui lui succède, épouse en 1559 Claude de France (1547-1575)
- Renée (1544-1602), mariée en 1568 à Guillaume V de Wittelsbach, duc de Bavière (1548-1626)
- Dorothée (1545-1621), mariée :
  1. en 1575 à Éric II, duc de Brunswick-Lunebourg (1528-1584),
  2. puis en 1597 à Marc de Rye de la Palud, marquis de Varambon, comte de la Roche et de Villersexel (mort en 1598),

## Sources
- Henry Bogdan, La Lorraine des ducs, sept siècles d'histoire, Perrin, 2005 [détail des éditions] (ISBN 2-262-02113-9)